# Peggy Wood
Mary Margaret "Peggy" Wood, född 9 februari 1892 i Brooklyn, New York, död 18 mars 1978 i Stamford, Connecticut, var en amerikansk skådespelare.
Hon började ta sånglektioner vid åtta års ålder. När hon var arton gjorde hon professionell debut i kören i operetten Naughty Marietta på Broadway.
Hon utvecklades till en mångsidig artist, och tillhörde amerikansk teaters främsta aktriser. Hennes repertoar sträckte sig från musikaler till William Shakespeare.
Hon vann stor popularitet i TV-serien Mama (1949–1956). Hon filmade däremot endast sporadiskt. Hennes mest kända roll är som abbedissan i Sound of Music (1965), där hon bland annat sjunger "Climb Ev'ry Mountain". För denna roll nominerades hon för en Oscar för bästa kvinnliga biroll.

## Filmer, ett urval
- 1919 – Almost a Husband
- 1934 – Handy Andy
- 1937 – Skandal i Hollywood
- 1946 – The Magnificent Doll
- 1965 – Sound of Music